# Arrondissement de Rhin-Lahn
 (mars 2025).
Si vous disposez d'ouvrages ou d'articles de référence ou si vous connaissez des sites web de qualité traitant du thème abordé ici, merci de compléter l'article en donnant les références utiles à sa vérifiabilité et en les liant à la section « Notes et références ».
L'arrondissement de Rhin-Lahn est un arrondissement (« Landkreis » en allemand) de Rhénanie-Palatinat  (Allemagne).
Son chef lieu est Bad Ems.
Au 31 décembre 2022, sa population est de 124 381 habitants.

## Villes, communes et communautés d'administration
(nombre d'habitants en 2006)
Villes
| - 1. Lahnstein, Große kreisangehörige Stadt [Siège : Oberlahnstein] (18 301) |

Communes fusionnées avec leurs municipalités associées
Siège des communes fusionnées *
| - 1. Commune fusionnée de Bad Ems 1. Arzbach (1 867) 2. Bad Ems, ville * (9 288) 3. Becheln (645) 4. Dausenau (1 328) 5. Fachbach (1 330) 6. Frücht (600) 7. Kemmenau (471) 8. Miellen (443) 9. Nievern (1 004) - 2. Commune fusionnée de Braubach 1. Braubach, ville * (3 130) 2. Dachsenhausen (1 065) 3. Filsen (660) 4. Kamp-Bornhofen (1 653) 5. Osterspai (1 295) - 3. Commune fusionnée de Diez 1. Altendiez (2 242) 2. Aull (477) 3. Balduinstein (557) 4. Birlenbach (1 534) 5. Charlottenberg (166) 6. Cramberg (502) 7. Diez, ville * (10 910) 8. Dörnberg (596) 9. Eppenrod (717) 10. Geilnau (385) 11. Gückingen (1 068) 12. Hambach (516) 13. Heistenbach (1 163) 14. Hirschberg (351) 15. Holzappel (1 110) 16. Holzheim (896) 17. Horhausen (317) 18. Isselbach (413) 19. Langenscheid (549) 20. Laurenburg (311) 21. Scheidt (307) 22. Steinsberg (262) 23. Wasenbach (373) | - 4. Commune fusionnée de Hahnstätten 1. Burgschwalbach (1 120) 2. Flacht (1 159) 3. Hahnstätten * (2 896) 4. Kaltenholzhausen (628) 5. Lohrheim (605) 6. Mudershausen (476) 7. Netzbach (409) 8. Niederneisen (1 484) 9. Oberneisen (786) 10. Schiesheim (255) - 5. Commune fusionnée de Katzenelnbogen 1. Allendorf (678) 2. Berghausen (316) 3. Berndroth (434) 4. Biebrich (362) 5. Bremberg (290) 6. Dörsdorf (456) 7. Ebertshausen (133) 8. Eisighofen (270) 9. Ergeshausen (136) 10. Gutenacker (388) 11. Herold (470) 12. Katzenelnbogen, ville * (2 200) 13. Klingelbach (734) 14. Kördorf (573) 15. Mittelfischbach (123) 16. Niedertiefenbach (235) 17. Oberfischbach (173) 18. Reckenroth (216) 19. Rettert (453) 20. Roth (206) 21. Schönborn (765) - 6. Commune fusionnée de Loreley 1. Auel (234) 2. Bornich (1 089) 3. Dahlheim (905) 4. Dörscheid (429) 5. Kaub, ville (963) 6. Kestert (676) 7. Lierschied (493) 8. Lykershausen (203) 9. Nochern (549) 10. Patersberg (430) 11. Prath (322) 12. Reichenberg (210) 13. Reitzenhain (355) 14. Saint-Goarshausen, Loreleystadt * (1 445) 15. Sauerthal (217) 16. Weisel (1 128) 17. Weyer (488) | - 7. Commune fusionnée de Nassau 1. Attenhausen (414) 2. Dessighofen (181) 3. Dienethal (272) 4. Dornholzhausen 5. Hömberg (334) 6. Lollschied (212) 7. Misselberg (86) 8. Nassau, ville * (4 866) 9. Obernhof (389) 10. Oberwies (170) 11. Pohl (343) 12. Schweighausen (219) 13. Seelbach (488) 14. Singhofen (1 865) 15. Sulzbach (212) 16. Weinähr (453) 17. Winden (722) 18. Zimmerschied (91) - 8. Commune fusionnée de Nastätten 1. Berg (245) 2. Bettendorf (353) 3. Bogel (830) 4. Buch (582) 5. Diethardt (300) 6. Ehr (91) 7. Endlichhofen (153) 8. Eschbach (180) 9. Gemmerich (566) 10. Hainau (186) 11. Himmighofen (349) 12. Holzhausen an der Haide (1 244) 13. Hunzel (267) 14. Kasdorf (257) 15. Kehlbach (177) 16. Lautert (270) 17. Lipporn (283) 18. Marienfels (348) 19. Miehlen (2 043) 20. Nastätten, ville * (4 262) 21. Niederbachheim (269) 22. Niederwallmenach (402) 23. Oberbachheim (213) 24. Obertiefenbach (378) 25. Oberwallmenach (218) 26. Oelsberg (545) 27. Rettershain (340) 28. Ruppertshofen (407) 29. Strüth (315) 30. Weidenbach (124) 31. Welterod (532) 32. Winterwerb (181) |